# Гачкувата кістка
Гачкувата кістка (лат. os hamatum, іноді os unciforme) — одна з кісток зап'ястка, належить до дистального ряду. Гомологічна четвертій дистальній зап'ястковій кістці плазунів та земноводних.

## Будова
Гачкувата кістка має клиноподібну форму з характерним гачкуватим відростком, за яким і отримала свою назву. Розташовується в дистальному ряді зап'ясткових кісток. На дистальному кінці зчленовується з п'ятою і четвертою п'ястковими кістками:708–709, на проксимальному — з півмісяцевою кісткою зап'ястка, на ліктьовій стороні — з горохоподібною, на променевій стороні — головчастою:708–709.

### Поверхні
Гачкувата кістка має шість поверхонь:
- Верхня — вершина клина, вузька, вигнута, гладка, зчленовується з півмісяцевою кісткою.
- Нижня — має дві розділені гребенем увігнуті грані, якими вона зчленовується з четвертою і п'ятою п'ястковими кістками, утворюючи четвертий та п'ятий зап'ястково-п'ясткові суглоби.
- Дорсальна — трикутна і шерехата для кріплення зв'язок.
- Долонна — має на нижній і ліктьовій стороні гачок, спрямований вперед і латерально.
- Медіальна — має видовжену грань, зрізану навкоси зверху донизу і медіально, якою вона зчленовується з тригранною кісткою.
- Латеральна — у верхній і задній ділянці зчленовується з головчастою кісткою, решта поверхні шерехата для кріплення зв'язок.

### Гачок
Гачок гачкуватої кістки (hamulus ossis hamati) — відросток гачкоподібної форми, розташований на проксимально-ліктьовому боці кістки. Виступає дистально і променево на 1-2 мм. Навколо гачка проходить ліктьовий нерв, прямуючи до медіальної сторони кисті.
Гачок утворює ліктьовий край зап'ясткового каналу і променевий край ліктьового каналу. Численні структури кріпляться до нього, включаючи горохоподібно-гачкувату зв'язку, поперечну зап'ясткову зв'язку, сухожилок ліктьового згинача зап'ястка. До медіальної поверхні гачка кріпляться сухожилки короткого згинача мізинця та протиставного м'яза мізинця, на латеральній поверхні є борозна для проходу сухожилків згиначів у долонь.

## Функція
Функцією човноподібної кістки є формування кісткової основи кисті:708.

## Клінічне значення
Найчастіше переломи гачкуватої кістки трапляються під час гри в гольф, у разі падіння на тверду поверхню при виконанні даунсвінгу, або під час гри в хокей у разі падіння на лід при виконанні плоского кидка. Перелом зазвичай є стресовим і, як правило, не піддається виявленню рентгенівським методом. Симптоми включають біль, що посилюється при стисканні руки, болісність у ділянці кістки і симптоми іррадіації по ліктьовому нерву. Характеризується німотою та слабкістю мізинця, частково підмізинного пальця, так званих «ліктьових півтора пальців».
Гачок гачкуватої кістки схильний до пов'язаних з переломами ускладнень (наприклад, незрощення), внаслідок недостатнього кровопостачання.
Також перелом цієї кістки є поширеною травмою при грі в бейсбол. Деякі професіональні бейсболісти зазнали операції з видалення гачкуватої кістки: випадок, відомий у США як «зап'ясток Вілсона».
Кальцифікація гачкуватої кістки спостерігається на рентгенограмах під час статевого дозрівання і іноді використовується в ортодонтії для визначення готовності пацієнта до ортогнатичного втручання.

## Галерея

Положення гачкуватої кістки лівої руки (виділена червоним). Анімація.
Гачкувата кістка лівої руки великим планом. Анімація.
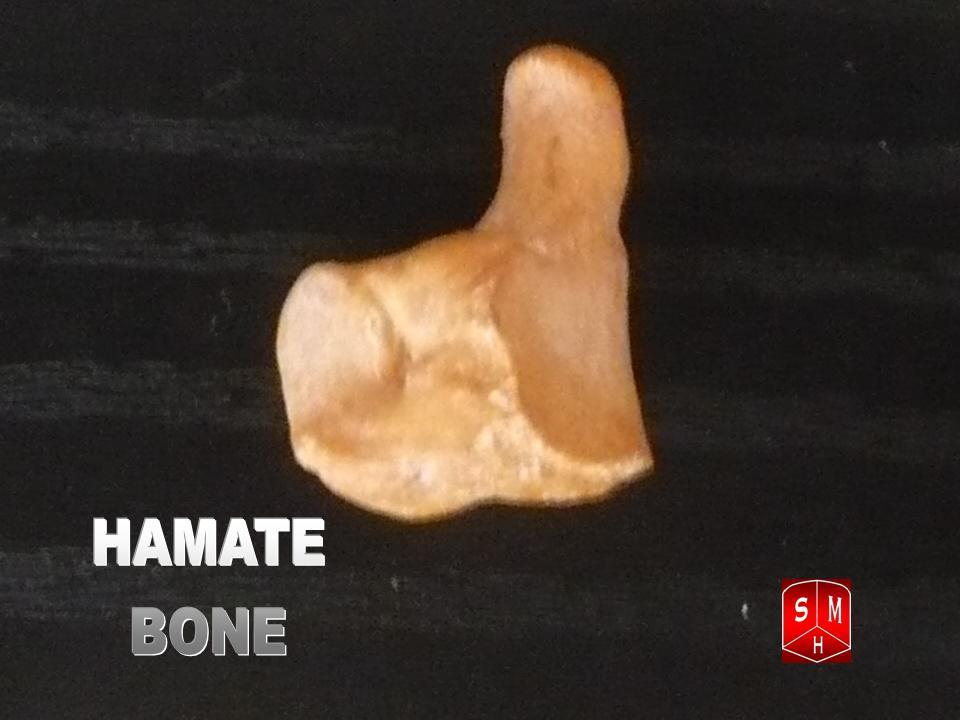
Гачкувата кістка.
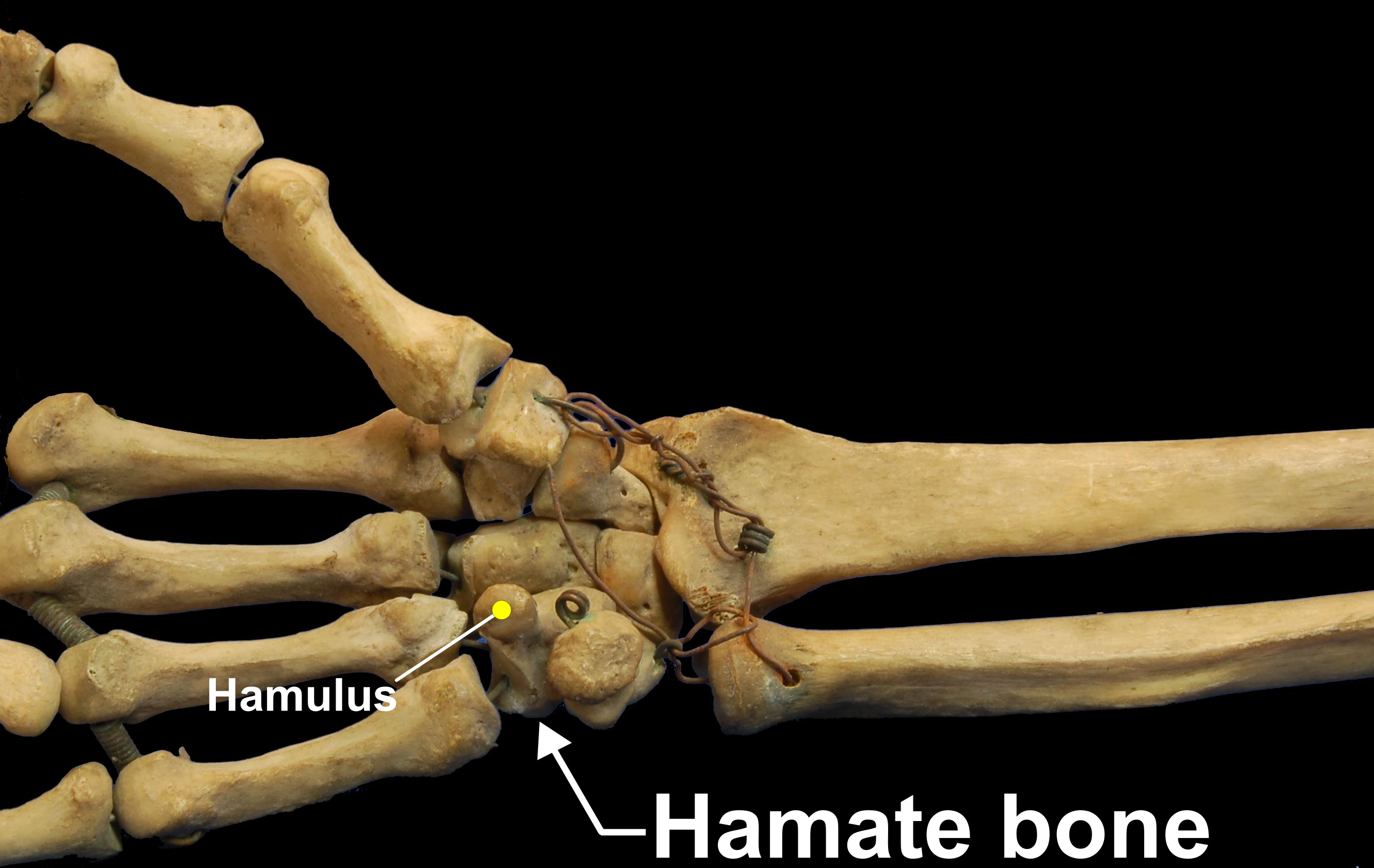
Права рука спереду (з боку долоні). Великий палець угорі.
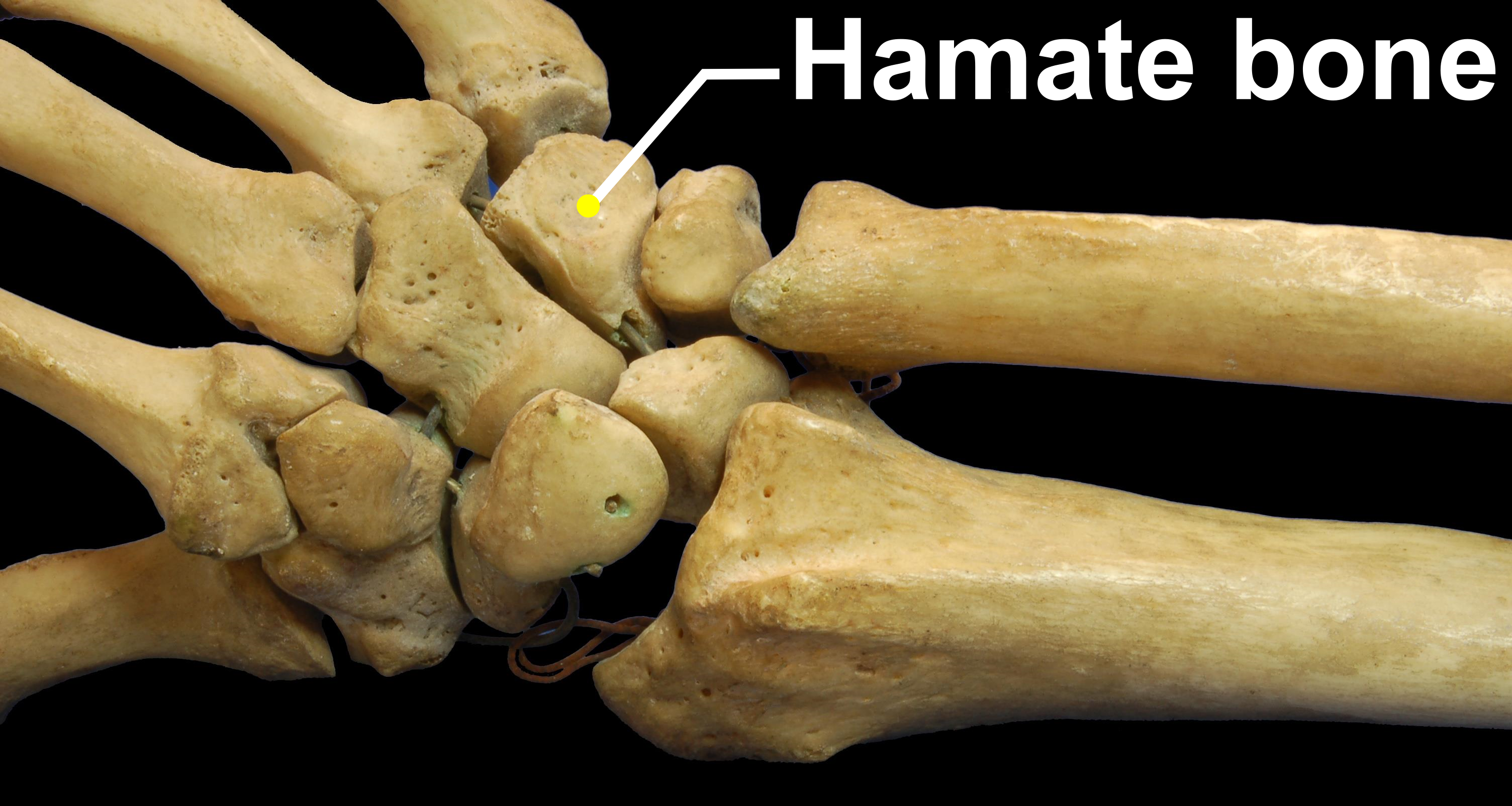
Права рука ззаду (з тильного боку). Великий палець унизу.
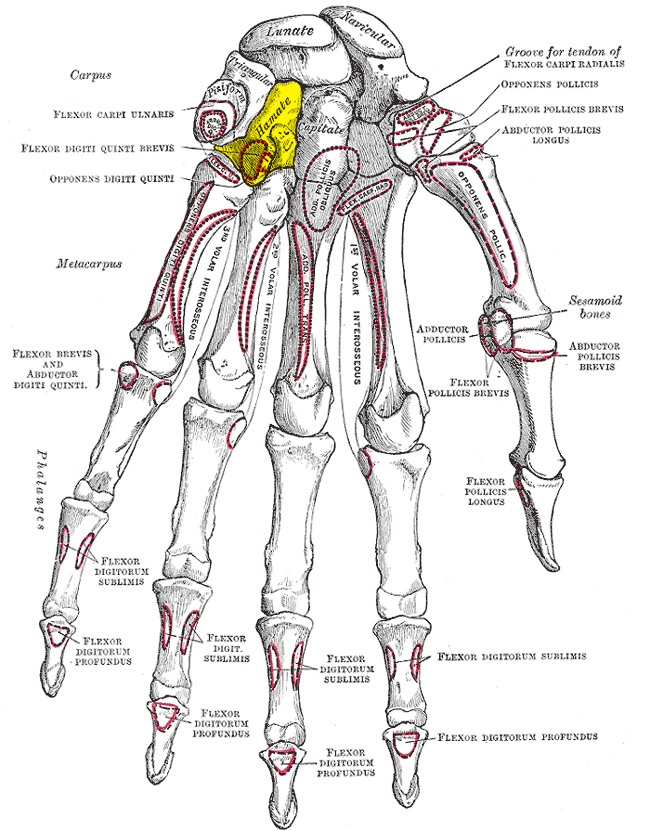
Кістки лівої руки. Долонна поверхня. Гачкувата кістка виділена жовтим.
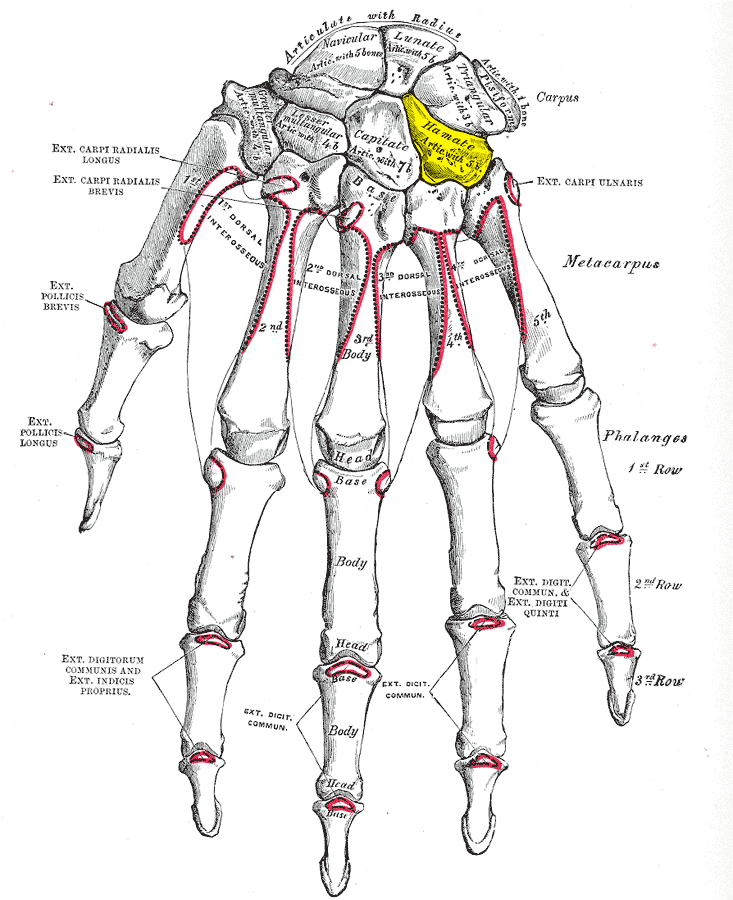
Кістки лівої руки. Тильна поверхня. Гачкувата кістка виділена жовтим.
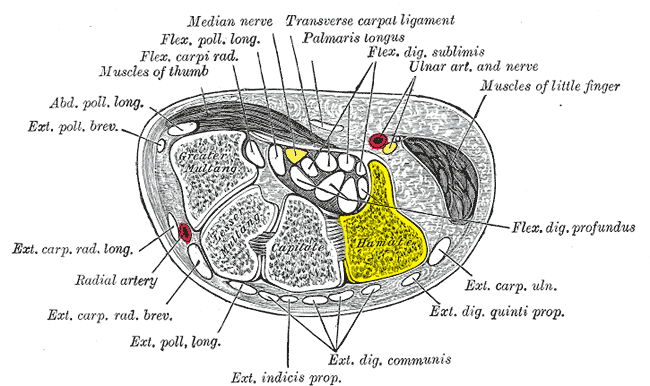
Поперечний розріз через зап'ясток і пальці. Гачкувата кістка виділена жовтим.
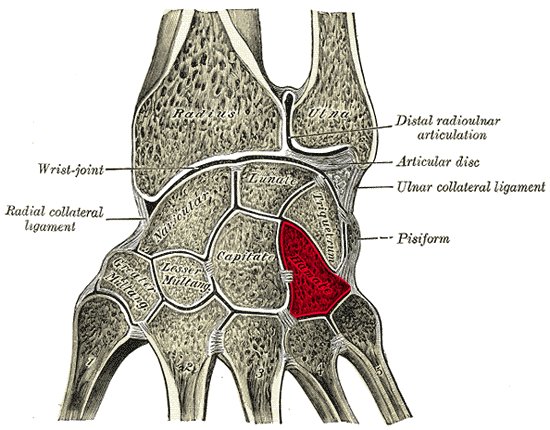
Поперечний розріз зап'ястка (великий палець ліворуч). Гачкувата кістка виділена червоним.
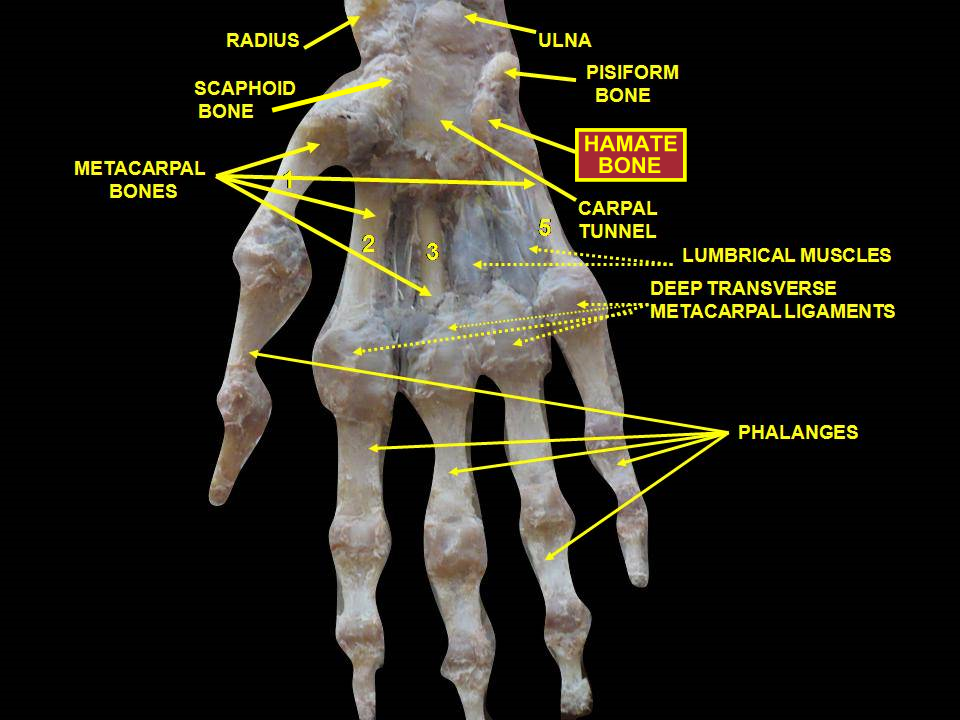
Правий променево-зап'ястковий суглоб. Глибокий розтин. Передній (з боку долоні) вигляд.